# German Open 1969
Die German Open 1969 im Badminton (auch Internationale Meisterschaften von Deutschland genannt) fanden vom 1. bis zum 2. März 1969 in Hamburg statt. Es war die 15. Auflage des Turniers.

## Sieger und Platzierte
| Disziplin    | Gold                                 | Silber                              | Bronze                         |
| ------------ | ------------------------------------ | ----------------------------------- | ------------------------------ |
| Herreneinzel | Svend Pri                            | Jørgen Mortensen                    | Kurt Johnsson                  |
| Herreneinzel | Svend Pri                            | Jørgen Mortensen                    | Wolfgang Bochow                |
| Dameneinzel  | Anne Flindt                          | Eva Twedberg                        | Anne Berglund                  |
| Dameneinzel  | Anne Flindt                          | Eva Twedberg                        | Marieluise Wackerow            |
| Herrendoppel | Jørgen Mortensen Henning Borch       | Tom Bacher Poul Petersen            | Svend Pri Per Walsøe           |
| Herrendoppel | Jørgen Mortensen Henning Borch       | Tom Bacher Poul Petersen            | Roland Maywald Karl Weiland    |
| Damendoppel  | Anne Flindt Pernille Mølgaard Hansen | Gudrun Ziebold Marieluise Wackerow  | Gillian Perrin Julie Charles   |
| Damendoppel  | Anne Flindt Pernille Mølgaard Hansen | Gudrun Ziebold Marieluise Wackerow  | Margaret Boxall Susan Whetnall |
| Mixed        | Tony Jordan Susan Whetnall           | Per Walsøe Pernille Mølgaard Hansen | David Eddy Gillian Perrin      |
| Mixed        | Tony Jordan Susan Whetnall           | Per Walsøe Pernille Mølgaard Hansen | Henning Borch Anne Flindt      |

## Finalergebnisse
| Disziplin    | Sieger                               | Finalist                            | Ergebnis            |
| ------------ | ------------------------------------ | ----------------------------------- | ------------------- |
| Herreneinzel | Svend Pri                            | Jørgen Mortensen                    | 4-15, 18-15, 15-8   |
| Dameneinzel  | Anne Flindt                          | Eva Twedberg                        | 11-6, 11-4          |
| Herrendoppel | Jørgen Mortensen Henning Borch       | Tom Bacher Poul Petersen            | 15-3, 10-15, 15-6   |
| Damendoppel  | Anne Flindt Pernille Mølgaard Hansen | Gudrun Ziebold Marieluise Wackerow  | 15-5, 15-12         |
| Mixed        | Tony Jordan Susan Whetnall           | Per Walsøe Pernille Mølgaard Hansen | 15-11, 13-15, 15-10 |

## Referenzen
- Federball 11 (1970) (2), S. 13.
- https://www.german-open-badminton.de